# Steekproeffunctie
In de statistiek is een steekproeffunctie precies wat de naam aangeeft, namelijk een functie van de steekproef. Steekproeffuncties vatten de informatie uit de steekproef in de gewenste vorm samen. Afhankelijk van het toepassingsgebied wordt een steekproeffunctie ook aangeduid als schatter, toetsingsgrootheid, e.d. Bekende steekproeffuncties zijn onder andere het (steekproef)gemiddelde, de (steekproef)variantie en de steekproeffractie.

## Definitie
Laat de stochastische variabelen {\displaystyle X_{1},\ldots ,X_{n}} een steekproef zijn uit een populatie of kansverdeling en {\displaystyle g:\mathbb {R} ^{n}\to \mathbb {R} } een meetbare functie, dan noemen we de stochastische variabele:
{\displaystyle G=g(X_{1},\ldots ,X_{n})},
een steekproeffunctie.
Formeel moet er een kansruimte gegeven zijn en g een meetbare functie zijn om te garanderen dat G inderdaad een stochastische variabele is.

### Schatter
In de schattingstheorie noemt men een steekproeffunctie schatter. Een schatter van een parameter van een populatie of kansverdeling vat de informatie uit de steekproef samen in een getal, dat een schatting is voor de parameter. Hoewel formeel iedere steekproeffunctie een schatter is, worden in de praktijk als schatter alleen steekproeffuncties gebruikt met bepaalde eigenschappen, zoals zuiverheid, die garanderen dat de schatter ook een goede schatter is.

### Toetsingsgrootheid
In de statistische toetsingstheorie noemt men een steekproeffunctie toetsingsgrootheid. Een toetsingsgrootheid voor het toetsen van een nulhypothese tegen een alternatieve hypothese vat de informatie uit de steekproef samen in een getal dat als criterium kan dienen om de nulhypothese al dan niet te verwerpen. Hoewel formeel iedere steekproeffunctie een toetsingsgrootheid is, worden in de praktijk als toetsingsgrootheid alleen steekproeffuncties gebruikt met bepaalde eigenschappen die garanderen dat de toets ook een goede toets is.

### Betrouwbaarheidsgrenzen
Ook betrouwbaarheidsgrenzen, die voorkomen als eindpunten van een betrouwbaarheidsinterval worden berekend uit de steekproef en zijn dus steekproeffuncties.

## Voorbeeld
Een atleet heeft 10 keer een verre sprong gedaan, met resultaten {\displaystyle X_{1},\ldots ,X_{10}}. Steekproeffuncties zijn bijvoorbeeld de gemiddeld gesprongen afstand 
{\displaystyle {\overline {X}}={\tfrac {1}{10}}\sum _{i=1}^{10}X_{i}},
en de verst gesprongen afstand:
{\displaystyle M=\max _{i=1}^{10}X_{i}}